# Gargara elongata
Gargara elongata är en insektsart som beskrevs av Kato 1928. Gargara elongata ingår i släktet Gargara och familjen hornstritar. Inga underarter finns listade i Catalogue of Life.